# Classification des instruments de musique

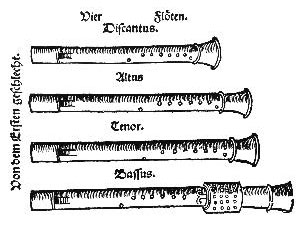
Classification des instruments de musique

On peut classer les instruments de musique de manières très diverses. Dans le monde occidental de la musique savante de tradition écrite, la classification la plus anciennement employée est celle des instruments de l'orchestre[réf. nécessaire]. Mais il est tout à fait possible de construire d'autres catégories, par exemple les matières employées (métal, bois, pierre, etc.).
Toutefois, les ouvrages à vocation scientifique emploient en général la classification de Hornbostel et Sachs (1914), de même que la plupart des manuels pédagogiques de l'Éducation nationale française, ainsi que les universitaires. Cette classification a en effet le mérite de tenter de couvrir l'ensemble des instruments de musique du monde, et pas seulement ceux de l'Occident.

## Critères de classification
Les critères de classification des instruments de musique varient selon les points de vue, les lieux et les époques. Étudiés par l'organologie, ils dépendent de plusieurs facteurs.
On peut noter que la découverte (hors civilisation occidentale) et l’invention de nouveaux instruments ont obligé à reconsidérer au cours du temps les systèmes de classification. De même que l’introduction dans le champ orchestral de sources sonores inhabituelles (Par exemple : machine à écrire, sirènes chez Erik Satie).

## Principaux système de classification et leurs critères

### Antiquité

#### Chine ancienne
La distinction entre instruments se fait selon leurs matériaux constituants dès le premier millénaire avant notre ère : métal (cloche), pierre (lithophone), terre cuite (ocarina), peau (tambour), soie (cithares), bois (caisse), calebasse (orgue à bouche), bambou (flûtes),.

#### Inde ancienne
La distinction entre instruments se fait selon les propriétés physiques de leurs matériaux constituants. (Traité encyclopédique Nâtya-shâstra).

### Moyen Âge européen
La classification ternaire historique en « cordes, vents et percussions » est imaginée au tournant du Ve siècle par Cassiodore (œuvre Institutiones musicae dont la valeur symbolique religieuse qui a présidé à cette tripartition instrumentale a surtout comme but d'établir une morale chrétienne) et immédiatement reprise par son parent Boèce (traité De Institutione Musica rédigé vers 510).

#### Le plus souvent
On se contente de classer les instruments en deux groupes selon leur volume sonore (classification binaire qui ressemble à la classification arabe) :
- Bas-instruments : ceux qui se jouent en intérieur.
- Hauts-instruments : ceux qui se jouent en plein air (Par exemple les hauts-bois qui ont conservé le nom).

#### XIIIesiècle
Distinctions selon Tractatus de musica, traité de Jérôme de Moravie (ca 1250).

#### XIIIe–XIVesiècle
Distinctions selon Johannes de Muris (théoricien français, ca 1291):
- Instruments à cordes (tensibilia)
- Instruments à vent (inflatibilia)
- Instruments à percussion (percussibilia)

### Renaissance

#### XVIIesiècle
- Distinctions selon De organographia (in Syntagma musicum, 1618) de Michael Praetorius.
- Pierre Trichet remarque dans son Traité des instruments de musique vers 1640 que la classification ternaire antique est insatisfaisante puisque certains instruments sont mixtes (arc musical, guimbarde, tambour à friction tournoyant)[6].

### XIXesiècle

#### 1863
Dans son Traité général d’instrumentation, le Belge François-Auguste Gevaert (1828-1908) a classé les instruments ainsi:
1. Instruments à cordes 
  - a) mises en vibration au moyen de l’archet
  - b) pincées
2. Instruments à vent
  - a) en bois
  - b) en cuivre
3. Instruments à percussion
  - a) sur des peaux tendues
  - b) sur des corps métalliques

Il ajoute une quatrième classe, transversale, celles des instruments à clavier.

#### 1882-1890
Le Belge Victor-Charles Mahillon publie son Catalogue descriptif   (1882 à 1890). 

Il ajoute des subdivisions à la classification de Gevaert en se fondant sur des principes acoustiques.

### Époque contemporaine

#### 1914

##### Système deErich M. von HornbosteletCurt Sachs
Il se caractérise par : 
- La reprise des principales catégories de Gevaert
- Le remplacement du mot “autophone” par “idiophone”

1. Pour les idiophones et membranophones :
  - tient compte surtout du mode de jeux.
2. Pour les cordophones :
  - tient compte surtout de la morphologie interne.
3. Pour les aérophones :
  - tient compte surtout des organes fonctionnels particuliers.

- Qualité de cette classification : met en relief les liens et parentés entre les instruments.
- Défaut de cette classification : permet difficilement l'entrée de nouveaux instruments.

#### Années 1920
Johann Lemann tente de classer les cordes et flûtes extra-européennes selon l’évolution de leurs formes.

#### 1932
D’une nouvelle classification méthodique des instruments de musique d’André Schaeffner
Par la priorité donnée aux matériaux cette classification s’approche de l’ancien système chinois.

#### 1936-39
Systematik der Saiteninstrument par le Suédois Tobias Norlind.
Établissement d’une systématique des cordophones.

#### 1948
Prinzip einer Systematik der Musikinstrumente d’Hans-Heinz Dräger.
Élargissement du système Hornbostel-Sachs en procédant systématiquement à une série de questions posées dans un ordre immuable, quel que soit l’instrument.

#### 1971
A proposed new classification system for musical instrument par les Anglais Jeremy Montagu et John Burton.
Classification fondée sur des mots-clés simples et clairement compréhensibles par les spécialistes comme par les amateurs.

#### 1977
Recherches présentés au congrès de Moscou par l’ICOM (International Comitee of Museums).
Il s’agit de l’amélioration du système Hornbostel-Sachs.

#### Travaux de Kurfürst
Le Tchèque Pavel Kurfürst se base uniquement sur la comparaison assistée par ordinateur des ondes sonores à fin de modélisation :
- Ondes générées acoustiquement
- Ondes générées à partir d'assemblage de modules électroniques.

## Sources
- Judith Dehail, « De la classification scientifique des instruments de musique », Revue d’anthropologie des connaissances, vol. 13, no 3,‎ 1er septembre 2019 (ISSN 1760-5393, DOI 10.4000/rac.1676, lire en ligne, consulté le 13 décembre 2023)
- Malou Haine, « Les classifications des instruments de musique en France de 1761 à 1819 et l’élaboration d’une terminologie organologique », Musique, images, instruments, no 15,‎ 2015, p. 188 (lire en ligne, consulté le 13 décembre 2023)